# Mount Bris
Mount Bris är ett berg i Antarktis. Det ligger i Västantarktis öster om Lanchester, bahía. Argentina, Chile och Storbritannien gör anspråk på området. Toppen är 1675 meter över havet och berget har fått sitt namn från Jean Marie Le Bris.